# アカテナンゴ (競走馬)
アカテナンゴ (Acatenango) とは西ドイツの競走馬である。西ドイツダービーやバーデン大賞に勝ち、引退後はドイツで種牡馬として成功した。

## 概要
アカテナンゴは、1982年に西ドイツのフェアホフ牧場で生まれた。父のズルムーは1977年ドイツダービー馬で、父系は直近の5代中4頭がドイツダービー馬というドイツ土着の父系の出身であった。
アカテナンゴはドイツ国内では無敵で、ドイツダービーやバーデン大賞（2回）等華々しい成績を収めた。また、1986年にはフランスのサンクルー大賞でも勝利し12連勝を達成、さらに凱旋門賞にも挑戦した。しかし、この年は非常に強力な出走馬が集まり、結果はダンシングブレーヴの前に7着に終わった。ちなみにこのレースには東京優駿（日本ダービー）馬シリウスシンボリ（14着）も出走している。全成績は24戦16勝。1985-87年西ドイツ年度代表馬。
引退後は生まれ故郷のフェアホフ牧場で種牡馬入りし、ドイツのリーディングサイアーを5度獲得するなど名種牡馬として成功を収めた。代表産駒はランド（Lando、ドイツダービー、バーデン大賞、ジャパンカップ）、ボルジア（Borgia、ドイツダービー、バーデン大賞、香港ヴァーズ、凱旋門賞3着）等。2004年に種牡馬を引退したが、この年にも産駒のブルーカナリ（Blue Canari）がフランスダービーを優勝している。2005年、フェアホフ牧場にて放牧中に事故死。23歳だった。

## 競走成績
1985年（6勝）ドイツ年度代表馬
- ドイチェスダービー、アラルポカル

1986年（6勝）ドイツ年度代表馬
- バーデン大賞、アラルポカル、サンクルー大賞、ベルリン大賞

1987年（4勝）ドイツ年度代表馬
- バーデン大賞

## 種牡馬成績
ドイツリーディングサイアー（1993年、1995年、1997年、1999年、2001年）

### 代表産駒
- ランド（ドイチェスダービー、バーデン大賞連覇、ジョッキークラブ大賞、ミラノ大賞、ジャパンカップ）
- ボルジア（ドイチェスダービー、バーデン大賞、香港ヴァーズ）
- ニカロン（ドイチェスダービー）
- ブルーカナリ（ジョッケクルブ賞）
- ウァートーブ（ドイチェスセントレジャー）
- プンティージャ（ディアナ賞）
- フレーミングロード（ディアナ賞）
- キジャーノ（バーデン大賞、ミラノ大賞）

### 母の父としての代表産駒
- アニマルキングダム（ケンタッキーダービー、ドバイワールドカップ）
- ミスティックリップス（ディアナ賞）
- ワールドエース （きさらぎ賞、マイラーズカップ）
- ワールドプレミア （菊花賞、天皇賞（春））
- ヴェルトライゼンデ（鳴尾記念、日経新春杯）[1]

## 血統表
| アカテナンゴの血統（アルヒミスト系（ダークロナルド系）／Hyperion4×5=9.38%） | アカテナンゴの血統（アルヒミスト系（ダークロナルド系）／Hyperion4×5=9.38%） | アカテナンゴの血統（アルヒミスト系（ダークロナルド系）／Hyperion4×5=9.38%） | （血統表の出典）       | （血統表の出典） |
| 父 Surumu 1974 栗毛                                                         | 父の父Literat 1965 鹿毛                                                     | Birkhahn                                                                    | Alchimist              | Alchimist        |
| 父 Surumu 1974 栗毛                                                         | 父の父Literat 1965 鹿毛                                                     | Birkhahn                                                                    | Bramouse               |                  |
| 父 Surumu 1974 栗毛                                                         | 父の父Literat 1965 鹿毛                                                     | Lis                                                                         | Masetto                | Masetto          |
| 父 Surumu 1974 栗毛                                                         | 父の父Literat 1965 鹿毛                                                     | Lis                                                                         | Liebeslied             |                  |
| 父 Surumu 1974 栗毛                                                         | 父の母Surama 1970 黒鹿毛                                                    | Reliance                                                                    | Tantieme               | Tantieme         |
| 父 Surumu 1974 栗毛                                                         | 父の母Surama 1970 黒鹿毛                                                    | Reliance                                                                    | Relance                |                  |
| 父 Surumu 1974 栗毛                                                         | 父の母Surama 1970 黒鹿毛                                                    | Suncourt                                                                    | Hyperion               | Hyperion         |
| 父 Surumu 1974 栗毛                                                         | 父の母Surama 1970 黒鹿毛                                                    | Suncourt                                                                    | Inquisition            |                  |
| 母 Aggravate 1966 鹿毛                                                      | 母の父Aggressor 1955 鹿毛                                                   | Combat                                                                      | Big Game               | Big Game         |
| 母 Aggravate 1966 鹿毛                                                      | 母の父Aggressor 1955 鹿毛                                                   | Combat                                                                      | Commotion              |                  |
| 母 Aggravate 1966 鹿毛                                                      | 母の父Aggressor 1955 鹿毛                                                   | Phaetonia                                                                   | Nearco                 | Nearco           |
| 母 Aggravate 1966 鹿毛                                                      | 母の父Aggressor 1955 鹿毛                                                   | Phaetonia                                                                   | Phaetusa               |                  |
| 母 Aggravate 1966 鹿毛                                                      | 母の母Raven Locks 1945 青毛                                                 | Mr.Jinks                                                                    | Tetratema              | Tetratema        |
| 母 Aggravate 1966 鹿毛                                                      | 母の母Raven Locks 1945 青毛                                                 | Mr.Jinks                                                                    | False Piety            |                  |
| 母 Aggravate 1966 鹿毛                                                      | 母の母Raven Locks 1945 青毛                                                 | Gentlemen's Relish                                                          | He                     | He               |
| 母 Aggravate 1966 鹿毛                                                      | 母の母Raven Locks 1945 青毛                                                 | Gentlemen's Relish                                                          | Bonne Bouche F-No.11-a |                  |